# 雑徭
雑徭（ぞうよう、ざつよう）は、中国及び日本の律令制下での労役の形態を取る租税制度である。

## 日本の雑徭
日本の雑徭（ざつよう・ぞうよう）は、中国の制度を元としているが、日本の国情に合わせて導入されている。
地方において国司が徴発・編成し、治水灌漑工事をはじめとする各種インフラ整備や国衙等の修築などをさせた。その初見が692年（持統天皇6年）のため『飛鳥浄御原令』で制定されたとされている。当初は正丁（21歳～60歳の男性）年間60日以下、次丁（正丁の障害者と老丁（61歳以上の男性））年間30日以下、中男（17～20歳の男性）年間15日以下を限度としたが、757年（天平宝字元年）に雑徭を半減する格が出された。藤原仲麻呂の死後いったんは元に戻ったが、796年（延暦14年）に再度半減された。
原則として食糧は支給されず、公民はこの負担に苦しんだ。雑徭の賦課は国司の権限であり、なかには私用で雑徭を課す国司もおり、班田農民の没落・逃散を促したとする見解が通説である。
雑徭の実例としては、推古天皇26年（618年）に安芸国に造船の使者が派遣され、遣唐使船などの外洋を航海する大型船を建造した件が挙げられる。農閑期に農民などを徴発して、船材の伐採・搬出などの作業をさせた。船の大きさは、全長20m、幅7m前後と推定され、半年余で完成させるという超労働過重であったと推測される。

## 中国の雑徭
中国の雑徭（ぞうよう、ざつよう）は、北魏に始まり、唐で完成した。唐では地方官庁が徴発した。詳細については不明な点が多く、租庸調と並び基本的な税目とであったとする説と基本的な労役は租庸調とは別系統である差科（職役などが代表例）であって雑徭はその補完でしかない（日本は戸を等級で分けて等級ごとに負担する労役を定める差科制を採らなかった為に等級に依らない雑徭が義務化された）とする説がある。またその負担についても義務であったとする説と、臨時的な税であり賦課されない場合もあったとする説に分かれている。庸が本来年間20日の労役の義務であるのに対し40日の雑徭により庸が免除され、更に庸を布で納めた場合には労役1日分の代替と同時に雑徭も2日分免除されるなど、庸の労役と雑徭は表裏一体のものであった。